# Clavichorema pescaderum
Clavichorema pescaderum är en nattsländeart som beskrevs av Oliver S. Flint Jr. 1983. Clavichorema pescaderum ingår i släktet Clavichorema och familjen Hydrobiosidae. Inga underarter finns listade i Catalogue of Life.